# Dmitri Leonidowitsch Forschew
Dmitri Leonidowitsch Forschew (russisch Дми́трий Леони́дович Фо́ршев, engl. Transkription Dmitriy Leonidovich Forshev; * 30. Mai 1976 in Nischni Tagil, RFSR, Sowjetunion) ist ein ehemaliger russischer Sprinter, der sich auf den 400-Meter-Lauf spezialisiert hat. Mit der russischen 4-mal-400-Meter-Staffel gewann er 2001 und 2004 jeweils die Silbermedaille bei Hallenweltmeisterschaften. Er ist mit der ehemaligen russischen Sprinterin Olesja Forschewa verheiratet.

## Sportliche Laufbahn
Erste internationale Erfahrungen sammelte Dmitri Forschew vermutlich im Jahr 2001, als er der russischen 4-mal-400-Meter-Staffel bei den Hallenweltmeisterschaften in Lissabon zum Finaleinzug verhalf und damit am Gewinn der Silbermedaille beteiligt war. Im Sommer belegte er mit der Staffel bei der Sommer-Universiade in Peking in 3:06,83 min den fünften Platz. 2004 gewann er bei den Hallenweltmeisterschaften in Budapest in 3:06,23 min gemeinsam mit Boris Gorban, Andrei Rudnizki und Alexander Ussow die Silbermedaille hinter dem jamaikanischen Team und im Jahr darauf belegte er bei den Halleneuropameisterschaften in Madrid in 47,37 s den vierten Platz über 400 Meter. Zudem gewann er mit der Staffel in 3:09,63 min die Bronzemedaille hinter den Teams aus Frankreich und dem Vereinigten Königreich. Im August gelangte er bei den Weltmeisterschaften in Helsinki mit 3:03,20 min im Finale auf Rang sieben im Staffelbewerb. 2007 kam er bei den Halleneuropameisterschaften in Birmingham mit 47,58 s nicht über den Vorlauf über 400 Meter hinaus und im Jahr darauf beendete er seine aktive sportliche Karriere im Alter von 28 Jahren.
2005 wurde Forschew russischer Meister im 400-Meter-Lauf im Freien sowie 2004 und 2005 in der Halle. Zudem wurde er 2003 Hallenmeister im 200-Meter-Lauf.

## Persönliche Bestleistungen
- 200 Meter: 21,01 s (+0,1 m/s), 25. Juni 2004 in Tula
  - 200 Meter (Halle): 21,33 s, 27. Februar 2003 in Moskau
- 400 Meter: 45,62 s, 21. Juni 2003 in Florenz
  - 400 Meter (Halle): 46,29 s, 18. Februar 2004 in Moskau